# American Sniper (livro)
American Sniper: The Autobiography of the Most Lethal Sniper in U.S. Military History, ou simplesmente American Sniper, é uma autobiografia escrita por Chris Kyle, da United States Navy SEALs, ao lado de Scott McEwen e Jim DeFelice. Publicado pela William Morrow and Company, a obra consta na The New York Times Best Seller list.
As memórias de Kyle foi adaptada no filme American Sniper (2014), dirigido por Clint Eastwood e interpretado por Bradley Cooper no papel principal.